# Chalchihuapan
Chalchihuapan (o San Bernardino Chalchihuapan) és una localitat i junta auxiliar pertanyent al municipi d'Ocoyucan, a l'estat mexicà de Puebla.

## Geografia
Chalchihuapan se situa al nord del municipi, a 5 km a l'oest d'Ocoyucan, la capçalera municipal. Es troba envoltat per tres costats per les parets d'un antic dom volcànic.
Compta amb un clima temperat, d'hivern sec i estiu plujós. La seva ubicació en el sobrevent concentra la precipitació (1000 mm anuals) mentre que la temperatura mitjana anual és de 16 °C.

## Activitats econòmiques
Les principals activitats econòmiques són l'artesania de cànem, la criança d'ocells de corral i l'agricultura, principalment de blat de moro i fesol.

## Protestes del 2014
El 9 de juliol de 2014, Chalchihuapan es va convertir en notícia internacional després d'un enfrontament entre la policia i la població civil a l'autopista entre la Pobla i Atlixco. La carretera havia sigut bloquejada pels habitants en protesta per la pèrdua d'autonomia de les juntes auxiliars de l'estat, fet que havia acabat concentrant competències en els ajuntaments.
L'enfrontament va deixar diversos policies ferits i un menor de la comunitat lesionat de gravetat que va acabar morint.